# 주한 미군 지위 협정
대한민국과 아메리카 합중국 간의 상호방위조약 제4조에 의한 시설과 구역 및 대한민국에서의 아메리카 합중국 군대의 지위에 관한 협정(大韓民國과 아메리카 合衆國間의 相互防衛條約 第4條에 依한 施設과 區域 및 大韓民國에서의 아메리카 合眾國 軍隊의 地位에 關한 協定; Agreement under Article 4 of the Mutual Defence Treaty between the Republic of Korea and the United States of America, Regarding Facilities and Areas and the Status of United States Armed Forces in the Republic of Korea) 또는 약칭으로 한미 SOFA(Status of Forces Agreement)는 주한미군의 주둔에 필요한 시설과 구역의 제공, 반환, 경비ㆍ유지를 주 내용으로 하는 협정이다. 그동안 한미행정협정(韓美行政協定)이라고 통칭됐지만 “행정협정”은 국회에서 정식으로 비준되지 않은 약식 조약을 지칭해서 부적절하다는 지적에 따라 최근엔 잘 사용하지 않는 대신 한미 SOFA나 주한 미군 지위 협정이라고 쓴다.  이 협정은 상호방위조약이 유효한 동안 유효하다.
협정의 근거가 된 상호방위조약 제4조의 내용은 다음과 같다.
상호적 합의에 의하여 미합중국의 육군해군과 공군을 대한민국의 영토 내와 그 부근에 배치하는 권리를 대한민국은 이를 허여하고 미합중국은 이를 수락한다.

The Republic of Korea grants, and the United States of America accepts, the right to dispose United States land, air and sea forces in and about the territory of the Republic of Korea as determined by mutual agreement.

## 체결과 개정
1950년 6월 25일 한국전쟁이 발발하자 같은 해인 6월 27일과 7월 7일의 UN 안전보장이사회 결의와 1953년 10월 1일에 체결된 한미상호방위조약에 따라 대한민국 영역과 그 부근에 미군이 배치되어 미군 주둔에 필요한 세부 절차를 내용으로 하는 한미 SOFA가 1966년 7월 9일 대한민국 행정부 대표 외무부장관과 미국 행정부 대표 국무장관 간에 조인되어 1967년 2월 9일 발효되었다.
1991년 2월 1일에 제1차 개정되었고, 2001년 4월 2일에 제2차 개정에서 한미는 살인, 강간, 방화, 마약 거래를 위시한 중요 범죄 12개를 대상으로 한 미군 피의자 신병 인도 시기를 현행 `재판 종결 후'에서 `기소 시점'으로 앞당기고 특히 살인 강간을 비롯한 흉악범은 대한민국 경찰관이 피의자를 체포할 때 미군에 신병을 인도하지 않고 계속 구금 가능하게끔 해 그동안 법원의 최종 판결이 난 뒤에 신병이 대한민국에 인도되던 미군 피의자는 대한민국에 기소 시점이나 체포 시점에 신병이 즉시 인도되게 됐으며, 양국은 미군의 대한민국 환경 법령 존중을 내용으로 하는 환경 조항을 법 효력이 있는 합의 의사록에 규정하고 이에 근거한 환경보호 협력 조처를 포함하는 내용의 특별 양해 각서를 조만간 체결키로 하는 등 환경 조항 신설에도 합의했다. 특별 양해 각서에는 미군 내 시설의 환경을 공동으로 조사하려는 출입 절차 신설, 미군의 환경 관리 실적 평가 실시, 주요 오염원 제거 노력 원칙을 담기로 했다.
노무 문제와 관련해서는 미군 기지 내 대한민국 노동자들의 노동쟁의 냉각기간을 현행 70일에서 45일로 단축하는 일변, 이 노동자를 대상으로 한 해고 요건을 엄격히 하는 등 국내 노동법 적용 배제 기준을 이전보다 강화했다.
이밖에 양국은 미군 식품용으로 수입되는 동물이나 식물과 생산물을 공동으로 검역하고 미군 기지 내 시설물이 지역사회의 건강이나 공공 안전에 영향을 끼칠 때 이런 시설물 개조·해체·신축·개축 계획을 사전에 협의하기로 했으며 주한 미군 클럽과 골프장에 면세 혜택받는 비세출 자금 기관을 대상으로 한 대한민국인 출입통제를 강화하려는 새로운 절차를 마련키로 했다.
이에 미군 중대 범죄자 신병 인도 시점을 앞당겼다는 성과와 환경 조항 신설은 높게 평가되나 환경 범죄 행위자의 처벌과 원상복구 규정이 포함되지 않은 사정은 유감으로 지적되었다.

## 구조
한미 SOFA는 전문 31조로 된 본문과 후속 문서인 합의 의사록, 양해 사항, 교환 서한을 위시한 문서 3개로 크게 구성되며, 기타 양해 각서나 합동 위원회 합의 사항이 이것을 보완한다. 주요 내용은 미국의 정의, 시설과 구역, 공익사업과 용역, 접수국 법령 존중, 출입국, 통관과 관세, 선박과 항공기 기착을 위시한 주한 미군과 관련된 사항이다. 이중 형사재판권은 중요한 문제이고 협정 제22조에 의하면, '주한 미군의 구성원이나 군속이나 그 사람들의 가족이 대한민국 내에서 죄를 범한 때 그것이 미국 법령에 의하여서는 처벌할 수 있으나 대한민국 법령에 의해서는 처벌할 수 없는 범죄(미국의 안전에 관한 범죄 포함)일 때에는, 미국이 전속(傳屬)된 재판권을 행사할 권리가 있다. 또한 대한민국 법령에 의해서는 처벌할 수 있으나 미국 법령에 의해서는 처벌할 수 없는 범죄(대한민국의 안전에 관한 범죄 포함)일 때에는, 대한민국이 전속된 재판권을 행사할 권리가 있는 일변, 재판권을 행사할 권리가 경합하는 때는, 미국의 재산이나 안전을 대상으로 한 범죄와 미군나 군속이나 그 가족의 신체나 재산을 대상으로 한 범죄, 공무집행 중 작위나 부작위에 의한 범죄는 미국이 제1차 재판권이 있으며, 기타 범죄는 대한민국이 제1차 재판권이 있으나 합의 의정서에서는 대한민국은 미군 당국이 요청할 때 재판권 행사가 중요하다고 결정하는 때를 제외하고는, 이 제1차 권리를 포기한다'고 규정한다.

## 비판

### 대한민국 노동자 문제
세탁, 배식, 시설 보수를 위시한 허드렛일을 포함해 미군 기지 내 240여 종 업무에서 한국인 13,000여 명이 일한다.
이 노동자들은 협정 제17조에 따라 대한민국 노동법에 보호받지만, 실제로는 주한미군의 대한민국 노동자는 배려치 않고 자기만 생각하는 노무관리에 시달린다. 미국 정부는 해외 주둔 미군 기지에서 일하는 현지 노동자들의 임금에 '페이캡'[Pay Cap] 정책을 적용해 왔다. 페이캡에 의하면 주둔 국가의 공무원 임금 상승률과 미국 공무원 임금 상승률보다 높은 비율로는 임금을 높일 수 없다.
그런데 주한미군은 대한민국 공무원의 임금이 인상되는 동안에도 미국 행정부 공무원의 임금이 지난 2년간 동결됐다는 이유로 주한미군 대한민국인 노동자들의 임금까지 동결하게 해 왔다. 최근 주한미군이 2013년 임금까지 3년 연속 동결하겠다는 방침을 밝혔다.9
주한미군 내 대한민국인 노동자들의 연봉은 평균 3,200만 원 정도이나 월급이 물가 상승률을 따라잡지는 못한다.
2006년 후 6년간 소비자물가 상승률은 23.4%다. 동기 대한민국 내 노동자 임금인상률은 33.8%, 대한민국 공무원의 임금인상률은 15.6% 정도인데 주한미군 내 한국인 노동자 임금인상률은 11.5%다. 물가상승률의 절반 수준이다.
대한민국 행정부가 미국 정부에 주한 미군 주둔비로 지불하는 방위비 분담금 가운데는 대한민국인 노동자의 인건비도 포함돼 있다. SOFA 협정에 따라 대한민국인 노동자 인건비의 70%는 대한민국 행정부의 방위비 분담금에서 지출된다. 이 분담금은 2006년 6,804억 원에서 2011년 8,125억 원으로 매년 상승했다. 논리에 부합하게 판단하면, 주한미군 대한민국인 노동자의 임금도 그 비율만큼 올랐어야 하지만 현실은 달랐다.

## 같이 보기
- 지위협정(SOFA)
- 한미상호방위조약
- 주한 미군(USFK)
- 주일 미군(USFJ)